# Nguyễn Thế Tuy
Nguyễn Thế Tuy (sinh ngày 11 tháng 12 năm 1956) là đại biểu Quốc hội Việt Nam khóa 13, thuộc đoàn đại biểu Lạng Sơn. Ông có quê quán ở xã An Khánh, huyện Hoài Đức, thành phố Hà Nội. Ông có trình độ cử nhân quản lí giáo dục và cao cấp lí luận chính trị. Ông từng là đại biểu hội đồng nhân dân tỉnh Lạng Sơn khóa 15 nhiệm kì 2011-2016. Ông là Phó Bí thư thường trực tỉnh ủy; Trưởng đoàn Đoàn ĐBQH tỉnh Lạng Sơn khoá XIII, Ủy viên Uỷ ban Kinh tế của Quốc hội khóa XIII. Ông gia nhập Đảng Cộng sản Việt Nam vào ngày 4/4/1984.